# Saint-Divy
Saint-Divy é uma comuna francesa na região administrativa da Bretanha, no departamento Finisterra. Estende-se por uma área de 8,51 km². Em 2010 a comuna tinha 1 561 habitantes (densidade: 183,4 hab./km²).